# Wapen van Sambeek

Wapen van Sambeek

Het wapen van Sambeek werd op 16 juli 1817 bevestigd door de Hoge Raad van Adel aan de Noord-Brabantse gemeente Sambeek. Per 1 mei 1942 ging Sambeek op in de gemeenten Boxmeer en Oploo, Sint Anthonis en Ledeacker. Het gemeentewapen kwam daardoor te vervallen.

## Blazoenering
De blazoenering van het wapen luidde als volgt:
Gedeeld; a van goud, beladen met twee dwarsbalken van azuur en vergezeld van 8 meerlen, staande 3, 2 en 3, alles van azuur; b van azuur, beladen met een staande leeuw en vergezeld van 12 blokken, alles van goud
De heraldische kleuren zijn azuur (blauw) en goud (goud of geel). Dit zijn de rijkskleuren. In het register van de Hoge Raad van Adel zelf wordt geen beschrijving gegeven, slechts een afbeelding. In tegenstelling tot de in de heraldiek gebruikelijke weergave van de merletten, zonder poten en snavels, zijn de vogels in het wapen als echte merels getekend.

## Verklaring

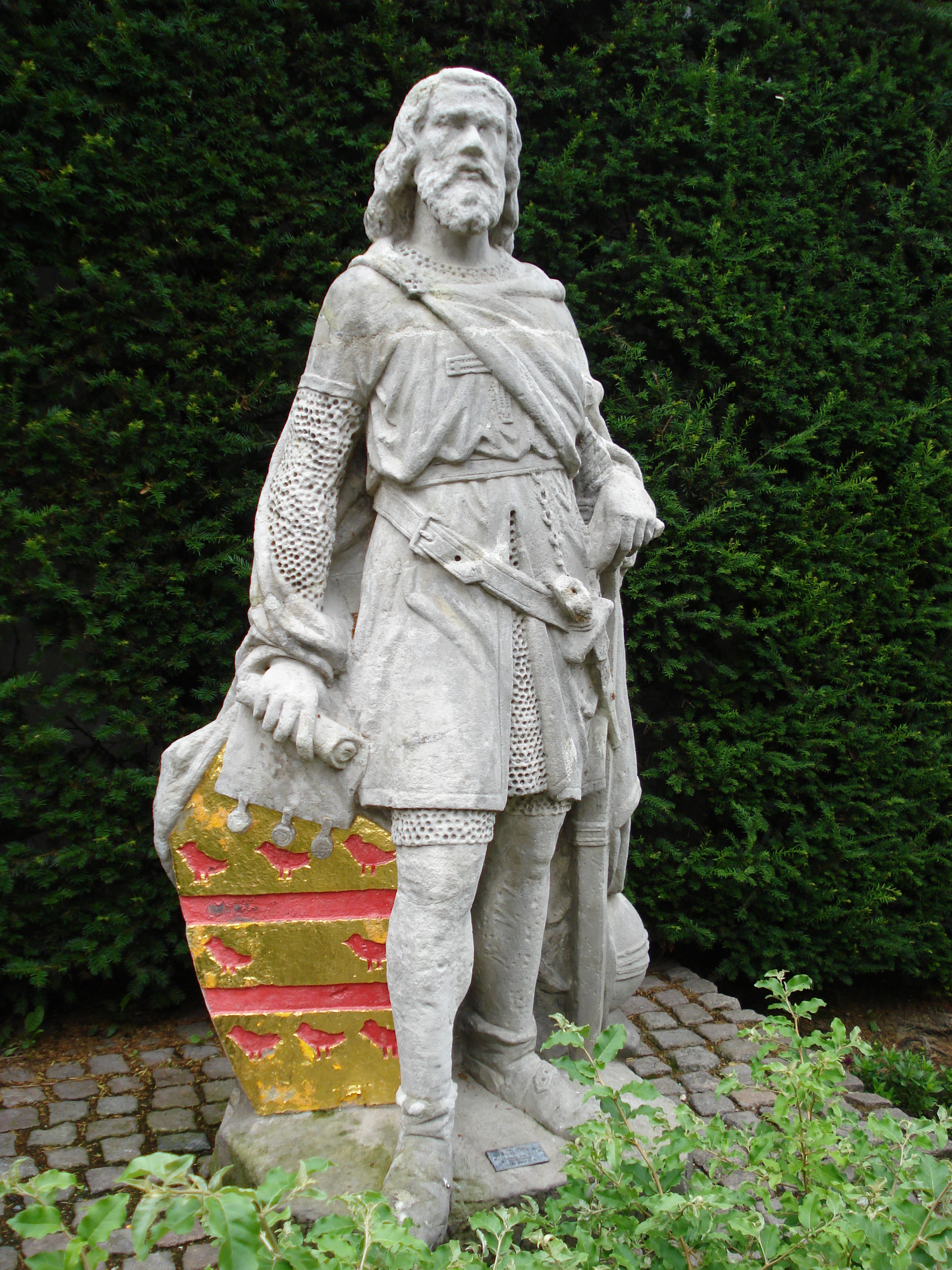
Jan I van Cuijk met zijn wapen

Sambeek is altijd tweeherig geweest. De ene helft behoorde tot de heer van het Land van Cuijk en de andere helft tot die van heerlijkheid Boxmeer. In het wapen van Sambeek werden de balken en de merletten uit het wapen van het land van Cuijk gecombineerd met de leeuw en de verticale balkjes uit het oude wapen van Boc van Mere. Dit kwam ook voor op het schependomzegel vanaf 1369 tot 1810. Het wapen werd in 1817 abusievelijk in rijkskleuren verleend, omdat de kleuren vermoedelijk niet werden gespecificeerd in de aanvraag. Een voorstel in 1992 van de Noord-Brabantse Commissie voor Wapen- en Vlaggenkunde om het oude gemeentewapen als dorpswapen voort te zetten, maar dan in historische kleuren, heeft het niet gehaald.

## Verwante wapens

Wapen van Cuijk
Het voorstel voor het dorpswapen van Sambeek uit 1992, in historische kleuren

Aalburg
· Aalst
· Aarle-Rixtel
· Alem 
· Alem, Maren en Kessel
· Almkerk
· Alphen en Riel
· Andel
· Baardwijk
· Bakel en Milheeze
· Beek en Donk
· Beers
· Berghem
· Berkel-Enschot
· Berlicum
· Besoyen
· Beugen en Rijkevoort
· Bladel en Netersel
· Bokhoven
· Borkel en Schaft
· Boxmeer
· Budel
· Capelle
· Chaam
· Cromvoirt
· Cuijk
· Cuijk en Sint Agatha
· De Werken en Sleeuwijk
· Den Dungen
· Deurne en Liessel
· Dieden, Demen en Langel
· Diessen
· Dinteloord (en Prinsenland)
· Dinther
· Dommelen
· Drongelen, Haagoort, Gansoijen en Doeveren
· Drunen
· Duizel en Steensel
· Dussen
· Eersel
· Eethen
· Emmikhoven en Waardhuizen
· Empel en Meerwijk
· Engelen
· Erp
· Esch
· Escharen
· Fijnaart en Heijningen
· Gassel
· Geffen
· Geldrop
· Gemert
· Genderen
· Gestel en Blaarthem
· Giessen
· Ginneken en Bavel
· Grave
· 's Gravenmoer
· Haaren 
· Halsteren
· Haps
· Haren en Macharen
· Hedikhuizen
· Heesch
· Heeswijk
· Heeswijk-Dinther
· Heeze
· Helvoirt
· Herpt
· Hoeven
· Hooge en Lage Mierde
· Hooge en Lage Zwaluwe
· Hoogeloon, Hapert en Casteren
· Huijbergen
· Kessel
· Klundert
· Landerd
· Leende
· Liempde
· Lierop
· Lieshout
· Linden
· Lith
· Luyksgestel
· Maarheeze
· Maasdonk
· Maashees en Overloon
· Made en Drimmelen
· Maren
· Meeuwen
· Megen, Haren en Macharen
· Mierlo
· Mill en Sint Hubert
· Moergestel
· Nederwetten en Eckart
· Nieuw-Ginneken
· Nieuw-Vossemeer
· Nieuwkuijk
· Nistelrode
· Nuenen en Gerwen
· Nuland
· Oeffelt
· Oerle
· Oijen en Teeffelen
· Oost-, West- en Middelbeers
· Oploo, Sint Anthonis en Ledeacker
· Ossendrecht
· Oud en Nieuw Gastel
· Oudenbosch
· Oudheusden
· Princenhage
· Prinsenbeek
· Putte
· Raamsdonk
· Ravenstein
· Reek
· Reusel
· Riethoven
· Rijsbergen
· Rijswijk
· Roosendaal en Nispen
· Rosmalen
· Sambeek
· Schaijk
· Schijndel
· Sint Anthonis
· Sint-Michielsgestel
· Sint-Oedenrode
· Soerendonk, Sterksel en Gastel
· Sprang
· Sprang-Capelle
· Standdaarbuiten
· Stiphout
· Stratum
· Strijp
· Terheijden
· Teteringen
· Tongelre
· Uden
· Udenhout
· Veen
· Veghel
· Veldhoven en Meerveldhoven
· Velp
· Vessem, Wintelre en Knegsel
· Vierlingsbeek
· Vlierden
· Vlijmen
· Vrijhoeve-Capelle
· Wanroij
· Waspik
· Werkendam
· Westerhoven
· Wijk en Aalburg
· Willemstad
· Woensel (en Eckart)
· Woudrichem
· Wouw
· Zeeland
· Zesgehuchten
· Zevenbergen